# Hendrik Van der Haert
Hendrik Van der Haert ou Henri Anne Victoria Van der Haert, né en 1790 à Louvain et mort en 1846 à Gand, est un peintre, sculpteur et graveur belge. Il fut directeur de l'Académie de Gand. 

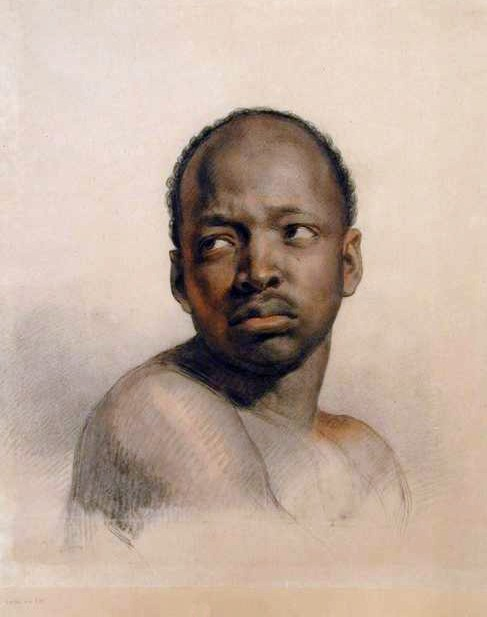
Tête de noir, Musées royaux des beaux-arts de Belgique

## Biographie
Hendrik Van der Haert est né le 26 juillet 1790 à Louvain.
Élève de Josse-Pieter Geedts (1770-1834) qui lui donne ses premières leçons de peinture à l'académie de Louvain, Hendrik Van der Haert a également étudié sous la direction de François Xavier Joseph Jacquin (1756-1826). En 1818, il s'installe à Bruxelles après un séjour à Paris. Il suit alors les cours de Jacques-Louis David et travaille dans l'atelier du sculpteur François Rude. 
En 1836, il est nommé professeur à l'École royale de gravure de Bruxelles. Il est ensuite directeur de l'Académie des Beaux-Arts de Gant de 1841 à sa mort, où il a notamment pour élèves Lievin De Winne et Louis-Théodore Verboeckhoven.
Il meurt le 8 octobre 1846 à Gand.

## Honneur
Hendrik Van der Haert est :
- Chevalier de l'ordre de Léopold (Belgique, 1842)[3].